# Pandaka pusilla
Pandaka pusilla es una especie de peces de la familia de los Gobiidae en el orden de los Perciformes.

## Morfología
Los machos pueden llegar a alcanzar los 1,7 cm de longitud total y las  hembras 1,55.

## Hábitat
Es un pez  de clima tropical y demersal.

## Distribución geográfica
Se encuentra en el Pacífico occidental central: Indonesia

## Observaciones
Es inofensivo para los humanos. 